# 独孤永業
独孤 永業（どっこ えいぎょう、? - 580年）は、中国の北斉の軍人。字は世基。本姓は劉。本貫は中山郡。

## 経歴
幼くして父を失い、母が独孤氏に再嫁したので、永業は母とともに独孤家に養育され、その姓を名乗った。都督六州諸軍事として抜擢され、晋陽に宿衛した。高澄と語り合って喜ばれ、中外府外兵参軍に任ぜられた。天保元年（550年）、北斉が建国されると、中書舎人・豫州司馬に任ぜられた。永業は事務仕事を理解し、歌舞を得意とし、文宣帝に重んじられた。
乾明元年（560年）、河陽行台右丞として出向し、洛州刺史に転じ、また刺史のまま行台左丞に進んで、散騎常侍の位を加えられた。永業の駐屯した河陽は北周との国境近くにあった。北周が黒澗に築城して河陽への糧道を断とうと図ると、永業もまた鎮を築いてこれに対抗した。永業は国境地帯で威信があり、行台尚書となった。河清3年（564年）、北周が洛州に侵攻すると、永業は刺史の段思文が守りきれないことを恐れて、金墉城に入って守備を助けた。北周側が地下道を掘って攻撃し、攻防は朝夕に30日にわたって続いた。北斉の援軍がやってくると、北周軍は撤退した。
永業は長らく河南にあって、招撫につとめ、北斉に帰順する者は万を数えた。そのうち200人を選んで爪牙とし、戦闘があるごとに先鋒とし、少数で多数の敵に当たらせたので、北周の人もこれをはばかった。永業は儀同三司の位を加えられ、与えられる賞賜も厚いものがあった。性格は剛直で、権勢ある人物と交際しようとしなかった。斛律光がふたりの婢を永業に求めたことがあったが得られず、このため朝廷で永業をそしった。河清4年（565年）、鄴に召されて太僕卿となり、乞伏貴和が永業に代わって赴任すると、西の国境地帯は弱体化し、河洛の治安も悪化した。
武平3年（572年）、斛律羨を捕らえるために幽州に派遣され、北道行台僕射・幽州刺史となった。まもなく領軍将軍として召された。河洛の民衆の多くは、永業の統治をなつかしみ、北斉の朝廷でも西辺防備に不安が出たので、永業を河陽道行台僕射・洛州刺史に任じた。武平6年（575年）、北周の武帝が自ら金墉を攻撃すると、永業は出兵してこれを防御した。永業が夜を徹して馬槽2000を整備したので、北周側はこのことを聞いて、北斉の大軍がやってくるものと思い、包囲を解いて去った。永業は開府儀同三司に進み、臨川王に封ぜられた。武平7年（576年）、晋州での敗北の報を聞き、出兵を願い出たが、返事がかえってこなかったため、永業は憤慨した。并州が落とされ、自身も北周の常山公于翼に肉薄されたので、子の独孤須達を使者として北周に投降した。建徳6年（577年）1月、応国公に封ぜられた。5月、大司寇となった。宣政2年（578年）、襄州総管として出向した。大象2年（580年）、行軍総管の崔彦穆のために殺された。

## 伝記資料
- 『北斉書』巻41 列伝第33
- 『北史』巻53 列伝第41